# Station Świnoujście Przytór
Station Świnoujście Przytór is een spoorwegstation in de Poolse plaats Świnoujście.